# تيم غوثري
تيم غوثري (بالإنجليزية: Tim Guthrie)‏ هو رسام أمريكي، ولد في 1965.

## وصلات خارجية
- الموقع الرسمي